# Beechcraft Duchess
Beechcraft Model 76 Duchess – amerykański, dwusilnikowy samolot, produkowany przez wytwórnię Beechcraft. Na pokład może zabrać 3 pasażerów (opcjonalnie 5).

## Historia
Beechcraft Duchess jest następcą jednosilnikowego Beechcraft Musketeer, produkowanego od 1963 roku. Prototyp Duchess został oblatany we wrześniu 1974 roku, a pierwszy egzemplarz produkcyjny 24 maja 1977 roku. Dostawy do Beech Aero Centers rozpoczęły się na początku 1978. Model 76 z założenia został zaprojektowany jako dwusilnikowy samolot treningowy dla Beech Aero Centers oraz by stanowić konkurencję dla Piper PA-44 Seminole i Cessna 310.

## Konstrukcja
Duchess to maszyna o metalowej konstrukcji z wolnonośnymi skrzydłami w układzie dolnopłata, dwoma silnikami Lycoming O-360-A1G6D i ogonem w kształcie litery "T". Podwozie chowane, trójpodporowe z przednim podparcie. Przednie do wnęki w kadłubie, główne do wnęk w gondolach silnikowych.